# Siège de Rustenburg
Première guerre des Boers
Batailles
- Bronkhorstspruit
- Rustenburg
- Marabastad
- Lydenburg
- Elandsfontein
- Laing's Nek
- Schuinshoogte
- Rooihuiskraal
- Majuba Hill

Le Siège de Rustenburg fut un siège militaire qui se déroula entre 1880 et 1881 au cours de la première guerre des Boers. Les forces boers de la République sud-africaine (Transvaal) mirent le siège autour de la ville de Rustenburg, alors sous contrôle britannique dans la colonie du Transvaal. La ville redevint boer à l'issue de la guerre.  

## Prémices
En novembre 1880, plusieurs mois avant le début des hostilités, l'essentiel de la garnison britannique avait été retirée, ne laissant qu'un bataillon de 62 hommes du 21ème régiment d'infanterie à Rustenburg.
Après une montée des tensions, et l'imminence de la guerre en Afrique du Sud, les troupes britanniques sous commandement du capitaine Auchinleck renforcèrent les défenses de Fort Rustenburg, ce qui incluait notamment le déploiement de sac de sable au dessus des dispositifs existants, la pose de petites mines autour du fort et la construction de fortifications complémentaires.

## Sources
- (en) Cet article est partiellement ou en totalité issu de l’article de Wikipédia en anglais intitulé « Siege of Rustenburg » (voir la liste des auteurs).